# (1087) Arabis
(1087) Arabis es un asteroide perteneciente al cinturón de asteroides descubierto por Karl Wilhelm Reinmuth desde el observatorio de Heidelberg-Königstuhl, Alemania, el 2 de septiembre de 1927.

## Designación y nombre
Arabis recibió inicialmente la designación de 1927 RD.
Más adelante se nombró por la Arabis, un género de plantas de la familia de las brasicáceas.

## Características orbitales
Arabis orbita a una distancia media de 3,013 ua del Sol, pudiendo acercarse hasta 2,727 ua y alejarse hasta 3,299 ua. Tiene una excentricidad de 0,09488 y una inclinación orbital de 10,06°. Emplea 1910 días en completar una órbita alrededor del Sol.
Arabis forma parte de la familia asteroidal de Eos.